# Nova Ordem Mundial (teoria conspiratória)

O verso do Grande Selo dos Estados Unidos (1776). A frase em latim "Novus Ordo Seclorum", que aparece no verso do Grande Selo desde 1782 e na parte de trás da nota de um dólar estadunidense desde 1935, traduzido para "New Order of the Ages" e alude ao início de uma era em que os Estados Unidos da América são um Estado-nação independente; teóricos afirmam isso é uma alusão à "Nova Ordem Mundial".

O termo Nova Ordem Mundial (NOM; em inglês:  New World Order, NWO) refere-se a uma teoria conspiratória de que, supostamente, certas elites políticas e governos planejam a implantação de um governo mundial totalitário. Entretanto, países como Rússia e China têm referido-se a essa nomenclatura reiteradamente, endossando os pressupostos, deixando de ser teoria conspiratória.
Nessa teoria, uma poderosa organização secreta estaria conspirando para governar o mundo por meio de um governo mundial autoritário — que irá substituir os Estados-nação soberanos — e uma propaganda abrangente cuja ideologia saúda o estabelecimento da Nova Ordem Mundial como a culminação do progresso da história. Ocorrências significativas na política e finanças são especuladas por serem orquestradas por uma camarilha excessivamente influente que opera através de muitas organizações de fachada. Inúmeros eventos históricos e atuais são vistos como passos em um plano contínuo de conseguir dominar o mundo através de reuniões políticas secretas e processos de tomada de decisão. Vários desses eventos supostamente orquestrados pela elite funcionariam como gatilhos para que a própria população mundial implorasse por essa Ordem.
Antes de o início de 1990, a teoria de conspiração da Nova Ordem Mundial esteve limitada a duas contraculturas estadunidenses norte-americanas, principalmente da direita militante antigoverno, e, secundariamente, parte de fundamentalistas cristãos preocupados com o aparecimento do Anticristo do fim dos tempos. Os céticos, como Michael Barkun e Chip Berlet observaram que teorias da conspiração da direita populista sobre uma "Nova Ordem Mundial" não tinham sido abraçadas apenas por muitos adeptos do conhecimento estigmatizado, mas havia se infiltrado na cultura popular, inaugurando, assim, um período durante o final do século XX e início do século XXI nos Estados Unidos onde as pessoas estavam se preparando ativamente para cenários milenaristas apocalípticos. Os cientistas políticos estavam preocupados que a histeria em massa deveria ter o que julgaram serem efeitos devastadores na vida política americana, que iriam da alienação política generalizada à escalada do terrorismo de lobo solitário.

## História do termo
Inicialmente, durante o século XX, muitos políticos (como Woodrow Wilson e Winston Churchill) usaram o termo "nova ordem mundial" para se referir a um novo período da história caracterizado por uma drástica mudança no pensamento político mundial e o equilíbrio de poder após a Primeira Guerra Mundial e a Segunda Guerra Mundial. Ambos percebiam o período como uma oportunidade para implementar propostas idealistas para a governança global no sentido de novos esforços coletivos para resolver problemas mundiais que extrapolam a capacidade de resolver dos Estados-nação individuais, sempre respeitando o direito das nações à autodeterminação . Estas propostas levaram à criação de organizações internacionais (como a ONU e a OTAN), e regimes internacionais (como o sistema de Bretton Woods e o Acordo Geral de Tarifas e Comércio (GATT)), que foram arranjados tanto para manter um equilíbrio de poder em favor dos Estados Unidos da América como para regularizar a cooperação entre as nações, a fim de alcançar uma fase pacífica do capitalismo. Estas criações em particular, e o internacionalismo liberal em geral, no entanto, foram regularmente criticados e contestados por nacionalistas empresariais ultraconservadores americanos da década de 1930 por diante.
Os progressistas acolheram estas novas organizações e regimes internacionais na sequência das duas Guerras Mundiais, mas argumentaram que sofriam de um défice democrático e sendo, portanto, inadequados não apenas para evitar uma nova guerra mundial, mas para promover a justiça global. A ONU foi projetada em 1945 por banqueiros estadunidenses e planejadores do Departamento de Estado dos Estados Unidos, e sempre foi destinada a continuar a ser uma livre associação de Estados-nação soberanos, não uma transição para um governo mundial democrático. Assim, os ativistas ao redor do globo formaram um movimento federalista mundial, esperando, em vão, a criação de uma nova ordem mundial "real".
O escritor e futurista britânico H. G. Wells foi ainda mais longe do que os progressistas na década de 1940, ao se apropriar e redefinir o termo "nova ordem mundial" como um sinônimo para o estabelecimento de um Estado mundial tecnocrático e economia planificada. Apesar da popularidade de suas ideias em alguns círculos socialistas estatais, Wells falhou ao exercer uma influência mais profunda e mais duradoura, porque foi incapaz de concentrar suas energias em um apelo direto as intelligentsias que acabariam por ter de coordenar uma nova ordem mundial wellsiana.
Durante o Red Scare de 1947-1957, os agitadores da direita secular e cristã estadunidense, influenciados pela obra do teórico da conspiração canadense William Guy Carr, crescentemente abraçaram e espalharam temores de maçons, Illuminati e judeus sendo a força condutora por trás de uma "conspiração comunista internacional". A ameaça de "comunismo ateu", na forma de um Estado ateísta e governo mundial coletivista burocrático, demonizados como o "Red Menace", por isso tornou-se o foco do conspiracionismo apocalíptico milenarista. Um “Red Scare” surgiu para moldar uma das ideias centrais da direita político nos Estados Unidos, que sejam liberais e progressistas, com as suas políticas de bem-estar social e programas de cooperação internacional, tais como a ajuda externa, supostamente contribuem para um processo gradual de coletivismo que conduzirá inevitavelmente a nações sendo substituídas por um governo mundial comunista.
Grupos de defesa da direita populista com uma visão de mundo producerista, como a John Birch Society, disseminam uma infinidade de teorias da conspiração na década de 1960, alegando que os governos tanto dos Estados Unidos como da União Soviética eram controlados por uma camarilha de internacionalistas corporativos, banqueiros gananciosos e políticos corruptos que tinham a intenção de usar as Nações Unidas como o veículo para criar um "Governo Mundial". Este conspiracionismo de direita antiglobalista alimentou a campanha Bircher para a retirada dos Estados Unidos da ONU. A escritora americana Mary M. Davison, em seu livro The Profound Revolution de 1966 , traçou o rasto da alegada conspiração da Nova Ordem Mundial até criação do Sistema de Reserva Federal dos Estados Unidos em 1913 por banqueiros internacionais, que ela alegou que mais tarde formaria o Council on Foreign Relations em 1921 como um governo sombra. Na época que o livreto foi publicado, "os banqueiros internacionais" teriam sido interpretados por muitos leitores como uma referência a uma postulada "conspiração internacional bancária judaica" idealizada pelos Rothschilds.
Alegando que o termo "Nova Ordem Mundial" é utilizado por uma elite secreta dedicada à destruição de todas as soberanias nacionais, o escritor americano Gary Allen — em seus livros None Dare Call It Conspiracy (1971), Rockefeller: Campaigning for the New World Order (1974), e  Say "No!" to the New World Order (1987) — articulou o tema antiglobalista do muito corrente conspiracionismo de direita populista nos Estados Unidos. Assim, após a queda do comunismo russo no início de 1990, o principal bode expiatório demonizado da direita estadunidense deslocou sem problemas dos cripto-comunistas, que conspiraram em nome da Red Menace, para os globalistas, que conspiram em nome da Nova Ordem Mundial. A natureza relativamente eficiente da mudança ocorreu devido à crescente oposição da direita populista ao internacionalismo corporativo, mas também, em parte, ao paradigma milenarista apocalíptico subjacente, que alimentou a Guerra Fria e caça às bruxas do período McCarthy.
Em seu discurso, Toward a New World Order, emitido em 11 de setembro de 1990, durante uma sessão conjunta do Congresso dos Estados Unidos, o presidente George H. W. Bush descreveu seus objetivos para governança global do pós-Guerra Fria, em cooperação com as ex-repúblicas soviéticas. Ele afirmou:
The New York Times observou que os progressistas estavam denunciando esta nova ordem mundial como uma racionalização das ambições imperiais americanas no Oriente Médio, enquanto os conservadores rejeitaram completamente quaisquer novas medidas de segurança e fulminaram qualquer possibilidade de um renascimento das Nações Unidas. No entanto, Chip Berlet, um repórter investigativo americano, especializado no estudo dos movimentos de direita nos Estados Unidos, escreve:
O televangelista americano Pat Robertson com seu best-seller de 1991  The New World Order, tornou-se o mais proeminente divulgador de teorias da conspiração cristãs sobre a história americana recente. Ele descreve um cenário em que Wall Street, o Federal Reserve System, o Council on Foreign Relations, o Grupo Bilderberg e a Comissão Trilateral controlam o fluxo de eventos de trás dos bastidores, empurrando as pessoas constantemente e de forma encoberta na direção de um governo mundial para o Anticristo.
Observadores notaram que o estimulo de teóricos da conspiração da direita populista, como Linda Thompson, Mark Koernke e Robert K. Spear dentro militância levou ao surgimento do movimento de milícia, que espalhou a sua ideologia antigoverno através de discursos em comícios e reuniões, livros e fitas de vídeo vendidas em feiras de armas, rádios de ondas curtas e por satélite, redes de fax e fóruns de discussão na internet. No entanto, são programas de rádio AM noturnos e propaganda viral na internet que mais contribuíram para efetivar suas ideias políticas extremistas sobre a Nova Ordem Mundial encontrando seu caminho na literatura anteriormente apolítica de numerosos “assassinologistas” dos Kennedys, ufólogos, teóricos de terras perdidas e, mais recentemente, os ocultistas. A partir de meados dos anos 1990 em diante, o impacto mundial dessas subculturas transmitidas pelo conspiracionismo da Nova Ordem Mundial como um "vírus da mente" a um grande novo público de pesquisadores de conhecimento estigmatizado.
Programas de televisão e filmes de thriller de conspiração de Hollywood de também desempenharam um papel na introdução de um vasto público popular a várias teorias marginais relacionadas com o conspiracionismo da Nova Ordem Mundial — helicópteros negros, "campos de concentração" da FEMA, etc. — que por décadas foram previamente confinados a subculturas da direita radical. A série televisiva The X-Files de 1993-2002, o filme Conspiracy Theory de 1997 e o filme The X-Files: Fight the Future de 1998 são frequentemente citados como exemplos notáveis.
Após o início do século XXI e, especificamente, durante a crise financeira no final da década de 2000, muitos políticos e especialistas, como Gordon Brown e Henry Kissinger, usaram o termo "nova ordem mundial" em sua defesa para uma reforma global do sistema financeiro mundial e seus apelos por uma "Nova Bretton Woods", que leva em consideração mercados emergentes, como China e Índia. Estas declarações tiveram a consequência não intencional de fornecer novos suplementos para o conspiracionismo da Nova Ordem Mundial, que culminou com talk show de Sean Hannity afirmando em seu programa Hannity da Fox News Channel que os "teóricos da conspiração tinham razão". A Fox News em geral, e seu programa de opinião Glenn Beck em particular, tem sido repetidamente criticado por grupos de vigilância da mídia progressista, não apenas por integrar as teorias da conspiração da Nova Ordem Mundial da direita radical, mas possivelmente por estarem assim a agitar os seus “lobos solitários” a partirem para a ação.
Em 2009, os diretores de cinema americano Luke Meyer e Andrew Neel lançaram New World Order, um documentário aclamado pela crítica que explora o mundo dos teóricos da conspiração, tais como o radialista americano Alex Jones, que se comprometeram a expor e opor-se vigorosamente ao que entendem ser uma emergente Nova Ordem Mundial. A crescente disseminação e popularidade das teorias da conspiração também criou uma aliança entre os agitadores da direita populista e rappers de música hip-hop da esquerda populista, tais como KRS-One, Professor Griff, Public Enemy e Immortal Technique, ilustrando assim como o conspiracionismo antielitista pode criar improváveis aliados políticos nos seus esforços para se oporem ao sistema político.

## Teorias conspiratórias
Existem inúmeras teorias da conspiração sistêmicas através da qual o conceito de uma Nova Ordem Mundial é visto. A seguir está uma lista das mais importantes em ordem cronológica aproximadamente:

### Fim dos tempos
Desde o século XIX, muitos escatologistas cristãos milenaristas apocalípticos, iniciando com John Nelson Darby, previram uma conspiração globalista para impor uma Nova Ordem Mundial tirânica como o cumprimento das profecias sobre o “fim dos tempos" da Bíblia, especificamente no Livro de Ezequiel, Livro de Daniel, o Discurso do Monte das Oliveiras encontrados nos Evangelhos sinópticos e no Livro do Apocalipse. Eles alegam que as pessoas que fizeram um pacto com o diabo para ganhar riqueza e poder tornaram-se peões num tabuleiro de xadrez sobrenatural para mover a humanidade a aceitar um governo mundial utópico, que repousa sobre as bases espirituais de uma religião mundial sincrética-messiânica, que mais tarde revelar-se-á um império mundial distópico que impõe o culto imperial de uma “Trindade Irreligiosa" de Satanás, do Anticristo e do Falso Profeta. Em muitas teorias de conspiração cristãs contemporâneas, o Falso Profeta será o último papa da Igreja Católica, preparado e instalado por uma Alta Vendita ou conspiração jesuíta, um guru do movimento da Nova Era, ou até mesmo o líder de uma organização cristã fundamentalista da elite como a “The Fellowship“, enquanto o Anticristo seria o presidente da União Europeia, o Secretário-Geral das Nações Unidas, ou até mesmo o califa de um Estado pan-islâmico.
Alguns dos críticos mais vocais de teorias de conspiração do fim dos tempos vêm de dentro do cristianismo. Em 1993, o historiador Bruce Barron escreveu uma severa repreensão da teoria de conspiração apocalíptica cristã no Christian Research Journal, aquando da revisão do livro de Robertson de 1991, The New World Order. Outra crítica pode ser encontrada no livro de 1997 do historiador Gregory S. Camp, Selling Fear: Conspiracy Theories and End-Times Paranoia. O acadêmico em estudos religiosos Richard T. Hughes argumenta que a retórica da “Nova Ordem Mundial” calunia a fé cristã, uma vez que a "Nova Ordem Mundial" conforme definida pelos teóricos da conspiração cristãos, não tem qualquer base na Bíblia. Além disso, ele argumenta que tal ideia não só é não bíblica, é positivamente antibíblica, como fundamentalmente anticristã, porque, através de más interpretações das importantes passagens do Livro do Apocalipse, transforma uma mensagem reconfortante sobre a vinda do Reino de Deus, numa de um reino de pânico, medo e desespero personificado num suposto governo mundial se aproximando. Os cristãos progressivas, tais como pregador e teólogo Peter J. Gomes, advertem os fundamentalistas cristãos que "um espírito de medo" pode distorcer as escrituras e a história, ao perigosamente combinar-se com um literalismo bíblico, cronogramas apocalípticos, demonização e preconceitos opressivos, enquanto Camp adverte para um "perigo muito real de que os cristãos possam adotar alguma bagagem espiritual extra" por credulamente abraçar as teorias da conspiração. Exortam, portanto, os cristãos que se “entregaram” a teorias da conspiração, sinceramente e racionalmente, a arrependerem-se.

### Maçonaria
A Maçonaria é uma das mais antigas organizações fraternais seculares do mundo e surgiu durante o final do século XVI e início do século XVII na Grã-Bretanha. Ao longo dos anos têm sido direcionadas à Maçonaria, uma série de alegações e teorias da conspiração, incluindo a alegação de que os maçons têm uma agenda política oculta e estão conspirando para alcançar uma Nova Ordem Mundial, um governo mundial organizado de acordo com princípios maçônicos e / ou regido asinte praticar o satanismo no final do século XVIII. A alegação original de uma conspiração dentro da Maçonaria para subverter as religiões e governos, a fim de dominar o mundo remonta a autor escocês John Robison, cujas teorias da conspiração reacionárias cruzaram o Atlântico e influenciaram manifestações da antimaçonaria protestante nos Estados Unidos durante o século XIX. Na década de 1890, o escritor francês Léo Taxil escreveu uma série de panfletos e livros denunciando a Maçonaria e acusando as suas lojas de adoração a Lúcifer como o Ser Supremo e Grande Arquiteto do Universo. Apesar do fato de Taxil ter admitido que suas afirmações eram uma farsa, estas foram e ainda são acreditadas e repetidas por vários teóricos da conspiração, o que veio a exercer uma enorme influência sobre reivindicações antimaçônicas subsequentes sobre a Maçonaria.
Alguns teóricos da conspiração viriam a especular que alguns Pais Fundadores dos Estados Unidos, como George Washington e Benjamin Franklin, teriam feito projetos geométricos sagrados maçônicos entrelaçados na sociedade americana, particularmente no Grande Selo dos Estados Unidos, nas notas de um dólar americanas, na arquitetura dos monumentos da National Mall e nas ruas e vias de Washington, DC, como parte de um plano mestre para criar o primeiro "governo maçônico" como um modelo para a vindoura Nova Ordem Mundial.

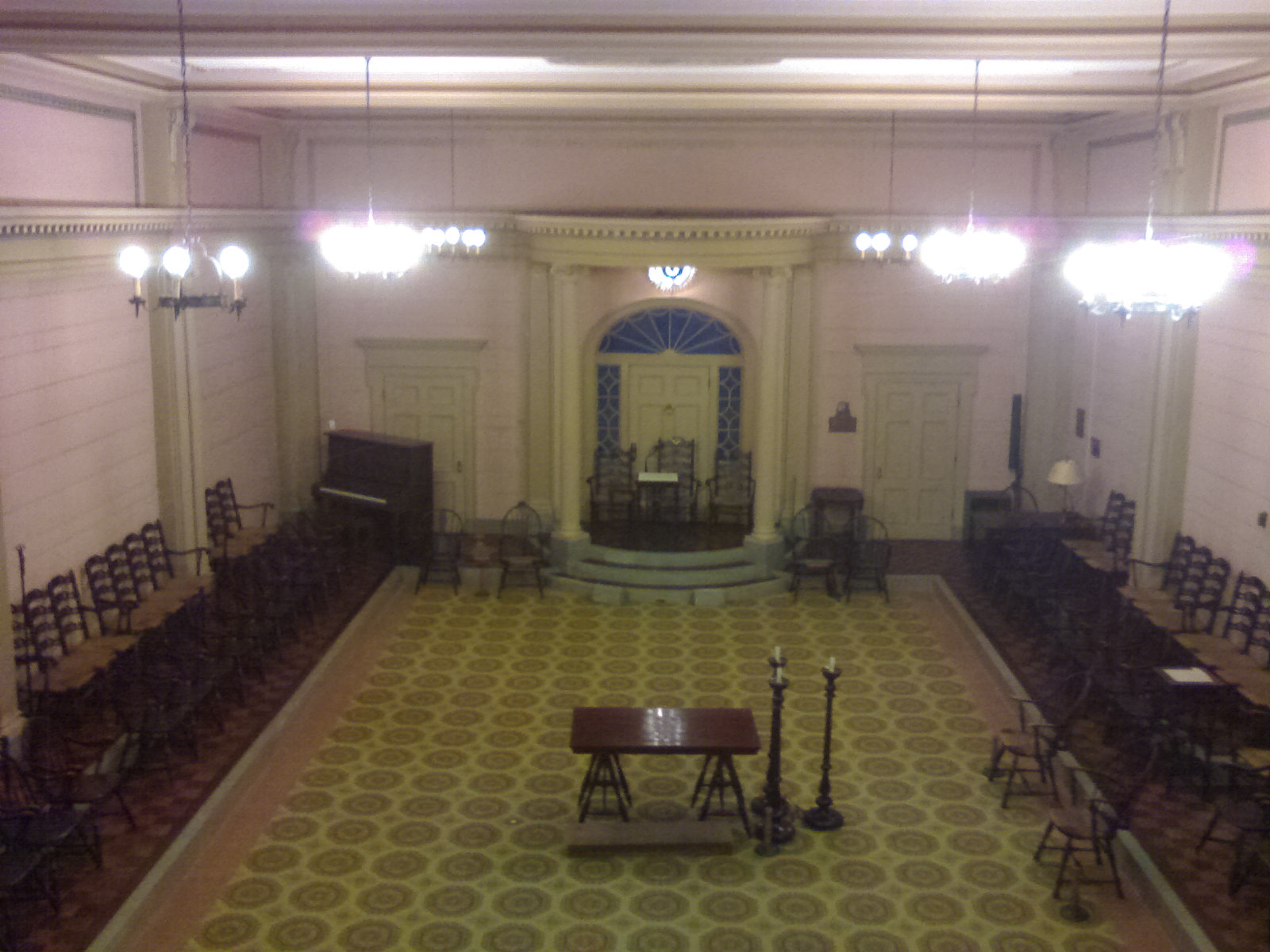
Uma sala de Loja Maçônica.

Os maçons refutam essas alegações de uma conspiração maçônica. A Maçonaria, que promove o racionalismo, segundo ela, não coloca nenhum poder em si mesma nem em símbolos ocultos, e não faz parte dos seus princípios exibir desenhos de símbolos, não importa quão grandes sejam, como um ato de consolidação ou do poder de controle. Além disso, não há informações publicadas que estabelecem a associação maçônica dos homens responsáveis pela concepção do Grande Selo. Embora os teóricos da conspiração afirmam que existem elementos de influência maçônica no Grande Selo dos Estados Unidos, e que esses elementos foram usados de forma intencional ou não intencional, porque os criadores estavam familiarizados com os símbolos, na verdade, o Olho da Providência ('olho que tudo vê') e a pirâmide inacabada eram símbolos utilizados tanto fora como dentro de lojas maçônicas no final do século XVIII, portanto, os criadores estavam desenhando símbolos esotéricos comuns. A frase em latim "Novus Ordo Seclorum", que aparece no verso do Grande Selo desde 1782 e na parte detrás da nota de um dólar desde 1935, significa “Nova Ordem das Eras” e apenas faz alusão ao início de uma era onde os Estados Unidos se tornam num Estado-nação independente; muitas vezes é mal traduzida por teóricos da conspiração como "Nova Ordem Mundial".
Embora o ramo continental europeu da Maçonaria tem organizações que permitem a discussão política dentro de sua Lojas Maçônicas e atuem como lobbies políticos ativos de causas seculares, como exemplificado pelo Grande Oriente de França, o pesquisador maçônico Trevor W. McKeown argumenta:

### Illuminati
A Ordem dos Illuminati foi uma sociedade secreta da época do Iluminismo fundada pelo professor universitário Adam Weishaupt em 1 de maio de 1776, na Alta Baviera, Alemanha. O movimento consistiu de defensores do livre-pensamento, secularismo, liberalismo, republicanismo e igualdade de gênero, recrutados a partir das Lojas Maçônicas alemãs, que procuravam ensinar o racionalismo através de escolas de mistério. Em 1785, a ordem foi infiltrada, desmantelada e reprimida pelos agentes do governo de Carlos Teodoro, Eleitor da Baviera, em sua campanha preventiva para neutralizar a ameaça das sociedades secretas que nunca se tornaram focos de conspirações para derrubar a monarquia bávara e sua religião de Estado, o catolicismo romano.
No final do século XVIII, os teóricos da conspiração reacionários, como o físico escocês John Robison e o padre jesuíta francês Augustin Barruel, começaram a especular que os Illuminati haviam sobrevivido a sua supressão e se tornaram os cérebros por trás da Revolução Francesa e do Reino do Terror. Os Illuminati foram acusados de serem subversivos que estavam tentando orquestrar secretamente uma onda revolucionária na Europa e no resto do mundo a fim de difundir as ideias mais radicais e os movimentos do Iluminismo — anticlericalismo, antimonarquismo, e antipatriarcalismo — e para criar uma noocracia mundial e um culto da razão. Durante o século XIX, o medo de uma conspiração Illuminati era uma preocupação real das classes dominantes europeias, e suas reações opressivas para este medo infundado provocaram em 1848, as mesmas revoluções que tanto procuraram evitar.
Durante o período entre guerras do século XX, os propagandistas fascistas, como a historiadora revisionista britânica Nesta Helen Webster e a socialite americana Edith Starr Miller, não só popularizaram o mito de uma conspiração dos Illuminati, mas alegaram que era uma sociedade secreta subversiva que servia as elites judaicas que supostamente apoiavam tanto o capitalismo financeiro como o comunismo soviético, a fim de dividir e governar o mundo. O evangelista americano Gerald Burton Winrod e outros teóricos conspiracionistas pertencentes ao movimento fundamentalista cristão nos Estados Unidos – que surgiu na década de 1910 como uma reação contra os princípios do humanismo secular, modernismo e liberalismo do Iluminismo – tornou-se o principal canal de divulgação de teorias da conspiração dos Illuminati nos Estados Unidos. Populistas de direita, tais como membros da John Birch Society, posteriormente começaram a especular que algumas fraternidades colegiadas (Skull and Bones), clubes de cavalheiros (Bohemian Club) e think tanks (Council on Foreign Relations, Comissão Trilateral) da classe alta americana seriam organizações de fachada dos Illuminati, que são  acusados de conspirar para criar uma Nova Ordem Mundial por meio de um governo mundial.
Não há evidências de que os Illuminati da Baviera sobreviveram sua supressão em 1785.

### Os Protocolos dos Sábios de Sião
Os Protocolos dos Sábios de Sião são um boato antissemita, publicado originalmente em russo em 1903, alegando uma Conspiração Judaico-Maçônica para conseguir dominar o mundo. O texto se propõe a ser as atas de reuniões secretas de um conluio de intelectuais judeus, que foram cooptados da Maçonaria e estão conspirando para governar o mundo em nome de todos os judeus, porque acreditam ser o povo escolhido de Deus. Os Protocolos incorporam diversos temas centrais conspiracionistas delineados nos ataques de Robison e Barruel sobre os maçons, sobrepostos de acusações antissemitas sobre os movimentos anticzaristas na Rússia. Os Protocolos refletem temas similares às críticas mais generalizadas do liberalismo iluminista por aristocratas conservadores que apoiam monarquias e religiões de Estado. A interpretação pretendida pela publicação de Os Protocolos é a de que se levantar uma das camadas das conspirações maçônicas, passando pelos Illuminati, encontra-se o núcleo podre judaico.

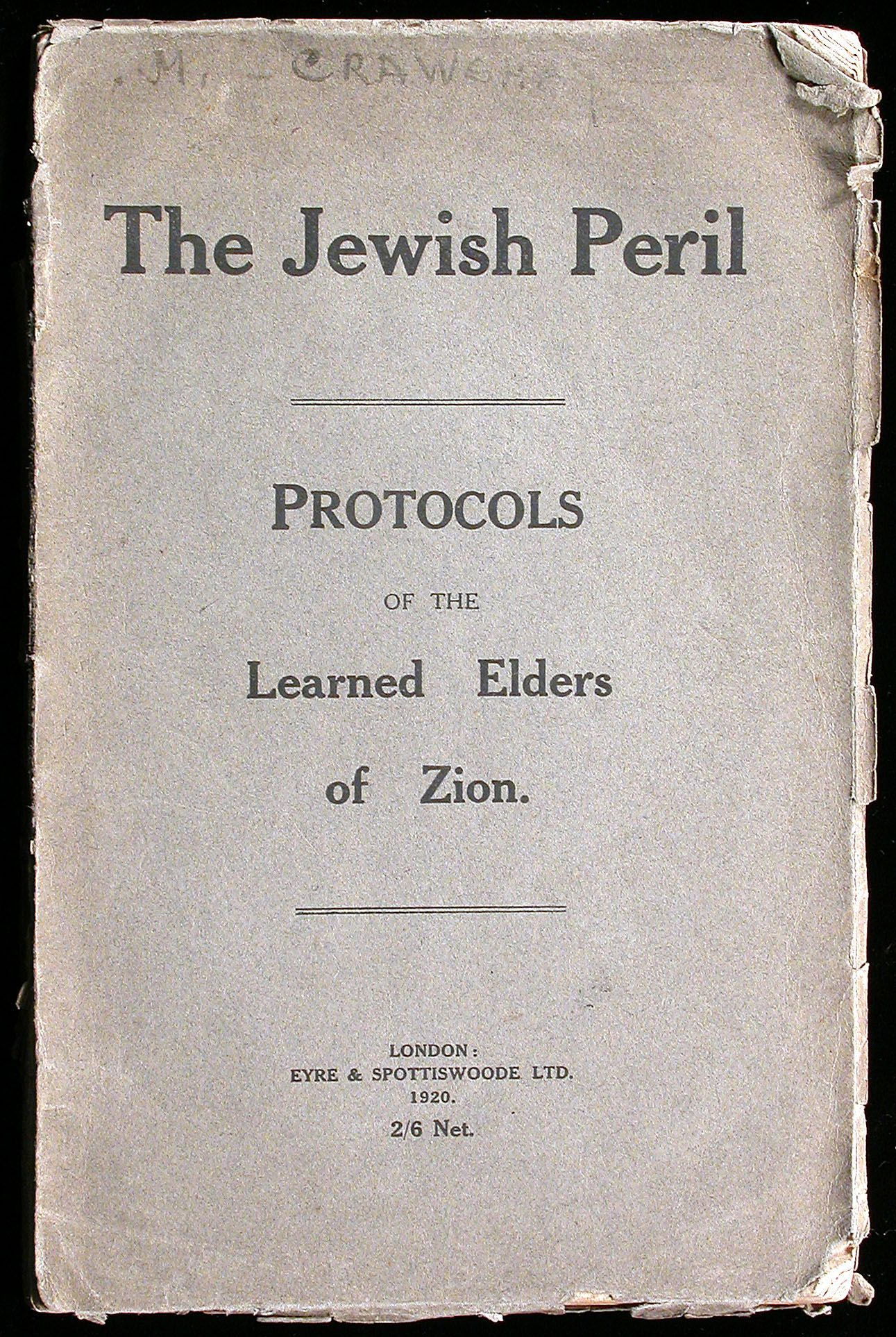
Capa de uma cópia de The Jewish Peril de 1920.

Numerosos polemistas, como jornalista irlandês Philip Graves em um artigo de 1921 no The Times e o acadêmico britânico Norman Cohn em seu livro Warrant for Genocide de 1967, provaram que Os Protocolos são ao mesmo tempo uma farsa e um caso claro de plágio. Há um consenso geral de que o escritor russo-francês e ativista político Matvei Golovinski forjou o texto para a Okhrana, a polícia secreta do Império Russo, como uma obra de propaganda contrarrevolucionária anterior à Revolução Russa de 1905, por plagiar, quase palavra por palavra em relação a algumas passagens do Diálogo no Inferno entre Maquiavel e Montesquieu, uma sátira do século XIX contra Napoleão III da França escrita pelo satirista político francês e militante legitimista Maurice Joly.
Responsável por alimentar muitas histerias em massa antissemitas e antimaçônicas do século XX, Os Protocolos tem sido influente no desenvolvimento de algumas teorias conspiratórias, incluindo algumas teorias da Nova Ordem Mundial, e aparece repetidamente em certa literatura de conspiração contemporânea. Por exemplo, os autores do controverso livro de 1982 The Holy Blood and the Holy Grail concluíram que Os Protocolos são a peça mais convincente de evidência para a existência e atividades do Priorado de Sião. Eles especularam que essa sociedade secreta estaria a trabalhar nos bastidores para estabelecer um teocrático "Estados Unidos da Europa", politicamente e religiosamente unificado através do culto imperial de um Grande Monarca merovíngio — supostamente descendente de uma linhagem de Jesus — que ocuparia tanto o trono da Europa e da Santa Sé, este "Sacro Império Europeu" se tornaria a hiperpotência do século XXI. Embora o Priorado de Sião, em si, tem sido exaustivamente desacreditado por jornalistas e estudiosos como uma farsa, alguns escatologistas cristãos milenaristas apocalípticos que acreditam que Os Protocolos são autênticos, convenceram-se de que o Priorado de Sião foi um cumprimento das profecias encontradas no Livro de Apocalipse e mais uma prova de uma conspiração anticristã de proporções épicas sinalizando a iminência de uma Nova Ordem Mundial.
Os céticos argumentam que a artimanha atual de teóricos da conspiração contemporâneos que utilizam Os Protocolos é afirmar que eles "realmente" vêm de algum outro grupo que não são os judeus, tais como anjos caídos ou invasores alienígenas. Embora seja difícil determinar se as mentes conspiracionistas realmente acreditam nisso ou estão simplesmente a tentar tornar aceitável um texto desacreditado, os céticos argumentam que não faz muita diferença, uma vez que deixam o texto antissemita real inalterado. O resultado é dar credibilidade e circulação aos Protocolos.

### Round Table
Durante a segunda metade do "século imperial" da Grã-Bretanha entre 1815 e 1914, o empresário inglês, magnata da mineração e político sul africano, Cecil Rhodes, defendeu a anexação do Império Britânico com os Estados Unidos da América e a sua reforma numa "Federação Imperial" para criar, sobretudo uma hiperpotência e a paz mundial duradoura. Em seu primeiro testamento, escrito em 1877 com a idade de 23 anos, expressou o seu desejo de financiar uma sociedade secreta (conhecida como a Sociedade dos Eleitos), que iria avançar com este objetivo:
Em 1902, The New York Times assinala que após o seu testamento de 1877, Rhodes em 1890, desenvolveu as mesmas ideias, e definiu o objetivo que a sua sociedade secreta deveria trabalhar no sentido de "gradualmente absorver a riqueza do mundo".
Rhodes também se concentrou na Rhodes Scholarship, que tinha o estadista britânico Alfred Milner como um de seus administradores. Fundado em 1902, a meta original do fundo fiduciário era o de promover a paz entre as grandes potências, criando um sentimento de fraternidade e uma visão de mundo compartilhada entre futuros líderes britânicos, americanos e alemães por lhes ter permitido estudar gratuitamente na Universidade de Oxford.
Milner e o oficial britânico Lionel George Curtis foram os arquitetos do movimento Round Table, uma rede de organizações que promoveram a união mais estreita entre a Grã-Bretanha e suas colônias autogovernadas. Para este fim, Curtis fundou o Royal Institute of International Affairs em junho de 1919 e, com seu livro de 1938 The Commonwealth of God, passou a defender a criação de uma federação imperial que, eventualmente, anexaria os Estados Unidos, que seria apresentado às igrejas protestantes como sendo a obra do Deus cristão para obter seu apoio. A Commonwealth of Nations foi criada em 1949, mas seria apenas uma livre associação de Estados independentes em vez da poderosa federação imperial imaginada por Rhodes, Milner e Curtis.
O Council on Foreign Relations começou em 1917 com um grupo de acadêmicos de Nova Iorque a quem foi solicitado pelo presidente Woodrow Wilson aconselhamento  em relação à política externa dos Estados Unidos no período entre guerras. Originalmente concebido como um grupo de eruditos e diplomatas americanos e britânicos, alguns dos quais pertencentes ao movimento Round Table, foi um grupo subsequente de 108 financistas de Nova Iorque, fabricantes e advogados internacionais organizado em junho de 1918 pelo Prêmio Nobel da Paz e secretário de Estado dos Estados Unidos, Elihu Root, que tornou-se o Council on Foreign Relations em 29 de julho de 1921. O primeiro dos projetos do Council foi uma revista trimestral lançada em setembro de 1922, chamada Foreign Affairs. A Comissão Trilateral foi fundada em julho de 1973, por iniciativa do banqueiro americano David Rockefeller, que era presidente do Council on Foreign Relations na época. Trata-se de uma organização privada criada para promover uma cooperação mais estreita entre os Estados Unidos, Europa e Japão. A Comissão Trilateral é amplamente vista como uma contrapartida para o Council on Foreign Relations.
Na década de 1960, pessoas e grupos da direita populista com uma visão de mundo producerista, como membros da John Birch Society, foram os primeiros a combinar e a difundir uma crítica ultraconservadora nacionalista de negócios às redes corporativas internacionalistas, através de think tanks como o Council on Foreign Relations com uma grande teoria da conspiração moldando-as como organizações de fachada para a Round Table do "establishment anglo-americano", que estariam a ser financiadas por uma "camarilha bancária internacional" que supostamente tem estado a conspirar desde o final do século XIX para impor uma Nova Ordem Mundial oligárquica através de um sistema financeiro global. Teóricos da conspiração antiglobalistas, portanto, temem que os banqueiros internacionais estejam planejando eventualmente subverter a independência dos Estados Unidos por subordinar a soberania nacional a um reforçado Banco de Compensações Internacionais.
As conclusões da pesquisa do historiador Carroll Quigley, autor do livro Tragedy and Hope de 1966, são interpretadas tanto por teóricos da conspiração da Old Right estadunidense (Cleon Skousen) como pelos da New Left (Carl Oglesby) para fundamentar este ponto de vista, embora ele tivesse argumentado que o establishment não estaria envolvido num complô para implementar um governo mundial, mas sim o imperialismo benevolente britânico e americano impulsionado pelos interesses mútuos das elites econômicas no Reino Unido e nos Estados Unidos. Quigley também argumentou que, embora a Round Table existe ainda hoje, a sua posição para influenciar as políticas dos líderes mundiais tem sido bastante reduzida desde os tempos do seu auge, durante a Primeira Guerra Mundial, tendo aos poucos diminuído após o fim da Segunda Guerra Mundial e a seguir á Crise de Suez. Hoje, a Round Table é em grande parte um ginger group, projetado para analisar e gradualmente influenciar as políticas da Commonwealth of Nations, mas enfrentando forte oposição. Além disso, na sociedade americana a partir de 1965, o problema, de acordo com Quigley, era que nenhuma elite estava encarregada e agindo com responsabilidade.
Larry McDonald, o segundo presidente da John Birch Society e membro democrata conservador da Câmara dos Representantes dos Estados Unidos, representando o 7.º distrito congressional da Geórgia, escreveu um prefácio para o livro de Gary Allen The Rockefeller File de 1976, onde declarou:
Em sua autobiografia Memoirs de 2002, David Rockefeller escreveu:
Barkun argumenta que tal afirmação é, em parte, burlesca (a afirmação de “conspiração” e “traição”) e parcialmente séria – o desejo de incentivar a cooperação trilateral entre os Estados Unidos, Europa e Japão, por exemplo – um ideal que costumava ser uma marca da ala internacionalista do Partido Republicano – conhecida como “republicanos Rockefeller”, em honra a Nelson Rockefeller – quando havia uma ala internacionalista. A declaração, no entanto, é tomada pelo seu valor nominal e amplamente citada por teóricos da conspiração como prova de que o Council on Foreign Relations utiliza o seu papel de brain trust de presidentes, senadores e deputados estadunidenses para manipulá-los no sentido de apoiar uma Nova Ordem Mundial sob a forma de um governo mundial.
Alguns críticos sociais americanos, como Laurence H. Shoup argumentam que o Council on Foreign Relations é um "brain trust imperial", que tem, ao longo de décadas, desempenhado um papel central por trás das cenas na formação das decisões de política externa dos Estados Unidos para a ordem internacional do pós-Segunda Guerra Mundial e Guerra Fria, determinando quais opções apareceriam na agenda e quais opções não chegariam sequer à mesa; enquanto outros, como G. William Domhoff, argumentam tratar-se, na verdade, de um mero fórum de discussão política, que proporciona a entrada de negócios para o planejamento da política externa dos Estados Unidos. [carece de fontes?] Estes últimos argumentam que a organização possui quase 3.000 membros, números demasiados para que os planos secretos pudessem ser mantidos dentro do grupo; tudo o que conselho faz é patrocinar grupos de discussão, debates e palestras; e quanto a ser secreto, são emitidos relatórios anuais, permitido o acesso aos seus arquivos históricos. No entanto, todos esses críticos concordam que os estudos históricos sobre o conselho revelam que este desempenha um papel muito diferente na estrutura do poder global do que aquilo que é reivindicado pelos teóricos da conspiração.

### The Open Conspiracy
Em seu livro de 1928 The Open Conspiracy, o escritor e futurista britânico H. G. Wells promoveu o cosmopolitismo e ofereceu modelos para uma revolução mundial e World Brain  para estabelecer um Estado mundial tecnocrático e economia planificada. Wells advertiu, no entanto, em seu livro de 1940 The New World Order que:
Os livros de Wells foram influentes em dar um segundo significado ao termo "nova ordem mundial", que só seria utilizado por simpatizantes socialistas estatais e opositores anticomunistas nas gerações vindouras. No entanto, apesar da popularidade e notoriedade de suas ideias, Wells não conseguiu exercer uma influência mais profunda e mais duradoura, porque foi incapaz de concentrar suas energias em um apelo direto as intelligentsias que seriam, em última análise, os coordenadores da Nova Ordem Mundial wellsiana.

### Nova Era
A ocultista neoteosófica britânica Alice Bailey, uma das fundadoras do movimento chamado Nova Era, profetizou em 1940 a eventual vitória dos aliados da Segunda Guerra Mundial sobre as potências do Eixo (algo que viria a ocorrer em 1945) e o estabelecimento pelos Aliados de uma Nova Ordem Mundial política e religiosa. Bailey vislumbrou um governo mundial federal como sendo o culminar da «The Open Conspiracy» de H. G. Wells, mas argumentou favoravelmente que seria sinarquista por ter sido guiada pelos Mestres da Sabedoria Antiga, com a intenção de preparar a humanidade para a mística segunda vinda de Cristo e o advento da Era de Aquário. De acordo com Bailey, um grupo de mestres ascensionados chamados Grande Fraternidade Branca trabalha nos "planos internos" para supervisionar a transição para a Nova Ordem Mundial, mas, por agora, os membros desta hierarquia espiritual são apenas conhecidos por alguns como "cientistas ocultos", com os quais eles se comunicam telepaticamente, não obstante, à medida que for aumentando uma maior necessidade do seu envolvimento pessoal no plano, haverá uma “Exteriorização da Hierarquia“, e todos terão conhecimento da sua presença na Terra.
Os escritos de Bailey, juntamente com o livro da escritora norte-americana Marilyn Ferguson The Aquarian Conspiracy de 1980, contribuíram para os teóricos da conspiração da Christian Righ verem o movimento Nova Era como a "falsa religião", que substituiria teológicamente o cristianismo numa Nova Ordem Mundial. Os céticos argumentam que o termo "movimento Nova Era" é inadequado, geralmente utilizado por teóricos da conspiração como uma rubrica pega-tudo para qualquer novo movimento religioso que não seja fundamentalista cristão. Por esta lógica, tudo o que não seja cristão é, por definição, ativamente e intencionalmente anticristão.
Paradoxalmente, desde a primeira década dos anos 2000, o conspiracionismo da Nova Ordem Mundial está sendo cada vez mais abraçado e propagandeado pelos ocultistas da Nova Era, que são pessoas entediadas pelo racionalismo e atraídas para o conhecimento estigmatizado — tais como medicina alternativa, astrologia, misticismo quântico, espiritualismo e teosofia. Assim, os teóricos da conspiração da Nova Era, tais como os criadores de documentários como Esoteric Agenda, afirmam que globalistas que conspiram em nome da Nova Ordem Mundial estão simplesmente fazendo mau uso do ocultismo para fins maquiavélicos, tais como a adoção de 21 de dezembro de 2012 como a data exata para o estabelecimento da Nova Ordem Mundial com a finalidade de aproveitar o crescente fenômeno 2012, que tem as suas origens nas teorias marginais maianistas de escritores da Nova Era como José Argüelles, Terence McKenna e Daniel Pinchbeck.
Os céticos argumentam que a conexão entre teóricos da conspiração e ocultistas segue suas premissas comuns falaciosas. Em primeiro lugar, qualquer crença amplamente aceite deve ser necessariamente falsa. Em segundo lugar, o conhecimento estigmatizado — que o establishment despreza — deve ser verdade. O resultado é uma grande rede auto-referencial na qual, por exemplo, alguns religiosos UFO promovem fobias antijudaicas, enquanto que alguns antissemitas praticam xamanismo peruano.

### Quarto Reich
Os teóricos da conspiração costumam usar o termo "Quarto Reich" simplesmente como sinônimo pejorativo para a "Nova Ordem Mundial" dando a entender que a sua ideologia de Estado e de governo será similar ao Terceiro Reich da Alemanha. No entanto, alguns teóricos da conspiração utilizam as conclusões da investigação do jornalista americano Edwin Black, autor do livro Nazi Nexus de 2009, para afirmar que algumas corporações americanas e fundações filantrópicas – cuja cumplicidade foi essencial para o esforço de guerra do Terceiro Reich, eugenia nazista e o Holocausto – estarão atualmente conspirando para construir um Quarto Reich.
Os teóricos da conspiração, como o escritor americano Jim Marrs, afirmam que alguns ex-nazistas, que sobreviveram a queda do Grande Reich Alemão, junto com simpatizantes nos Estados Unidos e em outros lugares, recebendo refúgio por organizações como a ODESSA e Die Spinne, têm vindo a trabalhar nos bastidores desde o fim da Segunda Guerra Mundial no sentido de aprovar pelo menos alguns princípios do nazismo (por exemplo, o militarismo, o imperialismo, a espionagem generalizada sobre os cidadãos, o corporativismo, o uso de propaganda para fabricar um consenso nacional) na cultura, governo e negócios em todo o mundo, mas principalmente nos Estados Unidos. Eles citam a influência de cientistas ex-nazistas trazidos sob a Operação Paperclip para ajudar no avanço da produção aeroespacial nos Estados Unidos com princípios tecnológicos de OVNIs nazistas, bem como a aquisição e criação de conglomerados por ex-nazistas e seus simpatizantes depois da guerra, tanto na Europa e nos Estados Unidos.
Essa conspiração neonazista é dita a ser animada por um "Sonho de Ferro", em que o Império Americano, depois de ter frustrado a Conspiração Judaico-Maçônica e derrubado seu Governo de Ocupação Sionista, gradualmente estabelece um Quarto Reich anteriormente conhecido como “Império Ocidental” — um império mundial pan-ariano modelado após Nova Ordem de Adolf Hitler — que inverte o "declínio do Ocidente" e inaugura uma era de ouro da supremacia branca.
Os céticos argumentam que os teóricos da conspiração grosseiramente superestimam a influência de ex-nazistas e neonazistas na sociedade americana, e apontam que a repressão política no país e o imperialismo no exterior têm um longo histórico nos Estados Unidos que antecede o século XX. Alguns cientistas políticos, como Sheldon Wolin, expressaram preocupação de que as forças gêmeas do défice democrático e status de superpotência possam ter aberto o caminho nos Estados Unidos para o surgimento de um totalitarismo invertido o que contradiz muitos princípios do nazismo.

### Invasão alienígena
Desde o final dos anos 1970, extraterrestres de outros planetas habitáveis ou dimensões paralelas (como "Greys") e intraterrestres de Terra oca (como "reptilianos") foram incluídos na conspiração da Nova Ordem Mundial, em papéis mais ou menos dominantes, como nas teorias apresentadas pelos escritores americanos Stan Deyo e Milton William Cooper e o escritor britânico David Icke.
O tema comum nestas teorias de conspiração é que alienígenas estão entre os humanos por décadas, séculos ou milênios, porém um governo encoberto imposto pelos "Homens de Preto" tem protegido o público de tomar conhecimento de uma invasão alienígena secreta. Motivado pelo especismo e pelo imperialismo, esses alienígenas foram e estão manipulando secretamente acontecimentos e mudanças na sociedade humana, a fim de controlar de forma mais eficiente e explorar os seres humanos. Em algumas teorias, alienígenas infiltrados transmutam para a forma humana e transitam livremente em toda a sociedade humana, até mesmo ao ponto de tomar o controle de posições de comando nas instituições governamentais, empresariais e religiosas, estando agora nos estágios finais do seu plano para assumir o controle mundial. Uma mítica agência governamental secreta dos Estados Unidos de codinome Majestic 12 é frequentemente imaginada ser o governo sombra que colabora com a ocupação extraterrestre e permite abduções alienígenas em troca de assistência no desenvolvimento e teste de militares com "discos voadores" na Área 51, para que as forças armadas dos Estados Unidos alcancem um full-spectrum dominance.
Os céticos, que aderem à hipótese psicossocial para objetos voadores não identificados, argumentam que a convergência da teoria da conspiração da Nova Ordem Mundial e teorias de conspiração envolvendo UFOs é um produto não somente da desconfiança generalizada da época atual aos governos e da popularidade da hipótese extraterrestre para UFOs, mas, na verdade, da união de forças de ufólogos e a extrema-direita. Barkun observa que o único lado positivo para este desenvolvimento é que, se conspiradores conspirando para dominar o mundo são acreditados serem alienígenas, os bodes expiatórios humanos tradicionais (Maçons, Illuminati, judeus, etc.) são rebaixados ou exonerados.

### Brave New World
Teóricos da conspiração anticiência e neoluditas enfatizam a previsão tecnológica em suas teorias da conspiração da Nova Ordem Mundial. Eles especulam que a elite do poder global são modernistas reacionários buscando uma agenda transumanista ao desenvolver e utilizar tecnologias de aprimoramento humano a fim de se tornar uma "casta dominante pós-humana", enquanto a mudança acelera em direção a uma singularidade tecnológica – um teorizado ponto futuro de descontinuidade quando os acontecimentos irão acelerar em tal ritmo que os seres humanos normais serão incapazes de prever ou mesmo entender as rápidas mudanças que ocorrem no mundo em torno deles. Os teóricos da conspiração temem que o resultado será ou o surgimento de um Brave New World - como distopia – um "Brave New World Order", ou a extinção da espécie humana.
Transumanistas democráticos, como o sociólogo norte-americano James Hughes, contra-argumentam que muitos membros influentes do establishment dos Estados Unidos são bioconservadores que se opõem fortemente ao aprimoramento humano, como demonstrado pela proposta do Conselho sobre Bioética do Presidente Bush de tratado internacional que proíbe a clonagem humana e engenharia germinal. Além disso, ele argumenta que os teóricos da conspiração subestimam a forma como a franja do movimento transhumanista realmente é.

## Implementações
Da mesma forma que existem várias teorias sobrepostas ou conflitantes entre os conspiracionistas sobre a natureza da Nova Ordem Mundial, também existem várias crenças sobre a forma como seus arquitetos e planejadores irão implementá-la:

### Gradualismo
Os teóricos da conspiração geralmente especulam que a Nova Ordem Mundial está sendo implementada gradualmente, citando a formação do Sistema de Reserva Federal dos Estados Unidos em 1913; da Liga das Nações em 1919; do Fundo Monetário Internacional em 1944; da Organização das Nações Unidas em 1945; do Banco Mundial em 1945; da Organização Mundial da Saúde em 1948; da União Europeia e da moeda euro em 1993; da Organização Mundial do Comércio em 1998; da União Africana em 2002; e da União de Nações Sul-Americanas em 2008 como marcos principais.
Uma teoria da conspiração cada vez mais popular entre a direita populista americana é que a hipotética União Norte-Americana e a moeda amero, proposta pelo Council on Foreign Relations e seus homólogos no México e no Canadá, será o próximo marco na implementação da Nova Ordem Mundial. A teoria sustenta que um grupo de elites internacionais obscuras e principalmente anônimas está planejando a substituição do governo federal dos Estados Unidos com um governo transnacional. Portanto, os teóricos da conspiração acreditam que as fronteiras entre México, Canadá e Estados Unidos estão em vias de serem apagadas, secretamente, por um grupo de globalistas cujo objetivo final é substituir os governos nacionais em Washington, DC, Ottawa e Cidade do México com uma união política de estilo europeu e uma burocracia exagerada ao estilo União Europeia.
Os céticos argumentam que a União Norte-Americana só existe como uma proposta contida em um dos milhares de trabalhos acadêmicos e / ou políticos publicados anualmente que defendem toda a sorte de abordagens idealistas, porém, em última instância, irreais para os problemas sociais, econômicos e políticos. A maioria destes são passados em torno de seus próprios círculos, e finalmente, arquivados e esquecidos por funcionários subalternos em escritórios congressuais. Alguns destes trabalhos, no entanto, tornaram-se uma referência fundamental para a mentalidade de conspiração e constituem a base de todos os tipos de medos xenófobos infundados especialmente em tempos de inquietação econômica.
Por exemplo, em março de 2009, como resultado da crise financeira do final da década de 2000, a República Popular da China e a Federação Russa pressionaram para apreciação urgente de uma nova moeda de reserva internacional e propondo a Conferência das Nações Unidas sobre Comércio e Desenvolvimento expandir consideravelmente direitos especiais de saque do FMI. Os teóricos da conspiração temem que estas propostas sejam um apelo aos Estados Unidos para adotar uma moeda global única para uma Nova Ordem Mundial.
A julgar que tanto os governos nacionais como as instituições globais têm se mostrado ineficazes na resolução de problemas a nível mundial que vão além da capacidade dos Estados-nação individuais de solucionar, alguns cientistas políticos críticos do conspiracionismo da Nova Ordem Mundial, como Mark C. Partridge argumentam que o regionalismo será a principal força nas próximas décadas, bolsões de poder em torno de centros regionais: Europa Ocidental em torno de Bruxelas, Hemisfério Ocidental em torno de Washington, DC, Ásia Oriental em torno de Pequim, e Europa Oriental em torno de Moscou. Como tal, a União Europeia, a Organização de Cooperação de Xangai e o G-20 provavelmente se tornarão mais influentes com o tempo. A questão, então, não é o fato de a governança global estar emergindo gradualmente, mas sim como é que essas potências regionais interagem uma com as outras.

### Golpe de Estado
Os teóricos da conspiração da direita populista americana, especialmente aqueles que aderiram ao movimento de milícia nos Estados Unidos, especulam que a Nova Ordem Mundial será implementada através de um dramático golpe de Estado por uma "equipe secreta", usando helicópteros negros, nos Estados Unidos e outros Estados-nação para trazer um governo mundial totalitário controlado pelas Nações Unidas e imposto pelas tropas estrangeiras de manutenção da paz da ONU. Na sequência dos planos da Rex 84 e da Operação Garden Plot, este golpe militar implicaria na suspensão da Constituição, na imposição da lei marcial e a nomeação de comandantes militares para dirigir os governos estaduais e locais e para deter dissidentes.
Estes teóricos da conspiração, que são todos fortes crentes em um direito de manter e portar armas, são extremamente temerosos de que a aprovação de qualquer legislação de controle de armas serão mais tarde seguidas pela abolição da posse de armas pessoais e uma campanha de confisco de armas, e que os campos de refugiados de agências de gestão de emergência, tais como F.E.M.A., serão utilizados para o internamento de suspeitos de subversão, fazendo pouco esforço para distinguir verdadeiras ameaças para a Nova Ordem Mundial de dissidentes pacifistas.
Antes de 2000, alguns sobrevivencialistas erroneamente acreditaram que este processo seria iniciado com o problema Y2K que previram causar o colapso social. Uma vez que muitos teóricos da conspiração de esquerda e de direita acreditam que os ataques de 11 de setembro foram uma operação de bandeira falsa realizada pela Comunidade de Inteligência dos Estados Unidos, como parte de uma estratégia de tensão para justificar a repressão política no país e a guerra preventiva no exterior, eles tornaram-se convencidos de que um incidente terrorista mais catastrófico será responsável por desencadear a  Executive Directive 51, a fim de completar a transição para um Estado policial.
Os céticos argumentam que os medos infundados sobre uma proibição iminente ou eventual de armas, golpe militar, internamento, ou invasão e ocupação pelas Nações Unidas estão enraizados na mentalidade de cerco do movimento de milícia americana, mas também um milenarismo apocalíptico que fornece uma narrativa básica dentro da direita política nos Estado Unidos, alegando que a sociedade idealizada (ou seja, república constitucional, democracia jeffersoniana, "nação cristã", "nação branca") é frustrada por conspirações subversivas de humanistas seculares liberais que pretendem um "Big Government" e globalistas que conspiram em nome da Nova Ordem Mundial.

### Vigilância em massa
Os teóricos da conspiração preocupados com o abuso de vigilância acreditam que a Nova Ordem Mundial está sendo implementada pelo culto da inteligência no cerne do complexo industrial-vigilância através da vigilância em massa e o uso dos Social Security numbers, os código de barras das mercadorias no varejo com as marcações da Universal Product Code, e, mais recentemente, identificação por radiofrequência por implantes de microchips.
Reivindicando que as corporações e o governo estão planejando rastrear cada movimento dos consumidores e dos cidadãos com RFID como o mais recente passo em direção a um Estado de vigilância como em 1984, os defensores da privacidade do consumidor, tais como Katherine Albrecht e Liz McIntyre, se tornaram teóricos da conspiração cristãos que acreditam que os spychips devem ser combatidos pois argumentam que as modernas  base de dados e tecnologias de comunicações, acopladas com point of sale de equipamentos de captura de dados e sofisticados sistemas de identificação e autenticação, agora tornam possível exigir um número biometricamente associado ou marcar para fazer compras. Eles temem que a capacidade de implementar tal sistema se assemelha ao número da besta profetizado no Livro do Apocalipse.
Em janeiro de 2002, o Information Awareness Office (IAO) foi estabelecido pela Defense Advanced Research Projects Agency (DARPA) para reunir diversos projetos da DARPA focados na aplicação de tecnologia da informação para combater ameaças assimétricas à segurança nacional. Na sequência de críticas da opinião pública que o desenvolvimento e implantação destas tecnologias poderiam potencialmente levar a um sistema de vigilância em massa, o IAO foi impedido de receber os fundos pelo Congresso dos Estados Unidos em 2003. A segunda fonte de controvérsia envolveu o logotipo original do IAO, que mostrava o "olho que tudo vê" no topo de uma pirâmide olhando para baixo sobre o globo, acompanhado pela frase em latim scientia est potentia (conhecimento é poder). Embora a DARPA finalmente removesse o logotipo de seu site, isso deixou uma impressão duradoura sobre os defensores da privacidade. Além disso, inflamou os teóricos da conspiração, que desvirtuam o "olho e pirâmide" como o símbolo maçônico dos Illuminati, uma sociedade secreta do século XVIII que especulam continuar existindo e conspirando em nome de uma Nova Ordem Mundial.
O historiador americano Richard Landes, que é especialista na história do apocaliptismo e co-fundador e diretor do Center for Millennial Studies da Universidade de Boston, argumenta que novas e emergentes tecnologias, muitas vezes desencadeiam alarmismo entre os milenaristas e até mesmo a introdução da prensa de Gutenberg em 1436 causou ondas de pensamento apocalíptico. O problema do ano 2000, os códigos de barras e os Social Security numbers desencadearam todos os alertas do fim dos tempos onde se provaram serem falsos ou simplesmente não foram levados a sério uma vez que o público se acostumou com essas mudanças tecnológicas. Os defensores das liberdades civis alegam que a privatização da vigilância e a ascensão do complexo industrial-vigilância nos Estados Unidos suscitam preocupações legítimas sobre a erosão da privacidade. No entanto, os céticos do conspiracionismo da vigilância em massa advertem que tais preocupações devem ser desenredadas da paranoia secular sobre o Big Brother ou a histeria religiosa sobre o Anticristo.

### Ocultismo
Os teóricos da conspiração da direita cristã, iniciando com a historiadora revisionista britânica Nesta Webster, acreditam que existe uma antiga conspiração ocultista — iniciado pelos primeiros mistagogos do gnosticismo e perpetuada por seus supostos sucessores esotéricos, como os cabalistas, cátaros, Cavaleiros Templários, hermeticistas, rosacruzes, maçons, e, finalmente, os Illuminati — que visa subverter os fundamentos judaico-cristãos do mundo ocidental e implementar a Nova Ordem Mundial por meio de uma religião mundial, que prepara as massas para abraçar o culto imperial do Anticristo. Em termos mais amplos, eles especulam que os globalistas que tramam em nome de uma Nova Ordem Mundial são dirigidos por agências ocultistas de algum tipo: superiores desconhecidos, hierarquias espirituais, demônios, anjos caídos e / ou Lúcifer. Acreditam que estes conspiradores usam o poder das ciências ocultas (numerologia), símbolos (Olho da Providência), rituais (graus maçônicos), monumentos (marcos de National Mall), edifícios (Edifício Legislativo de Manitoba) e instalações (Aeroporto Internacional de Denver) para avançar seu plano para dominar o mundo.
Por exemplo, em junho de 1979, um benfeitor desconhecido sob o pseudônimo de "R. C. Christian"  teve um enorme megálito de granito construído no estado americano da Geórgia, que atua como bússola, calendário e relógio. A mensagem que compreende dez guias está inscrita na estrutura ocultista em muitos idiomas para servir como instruções para sobreviventes de um evento do juízo final para estabelecer uma civilização mais esclarecida e sustentável do que aquela que foi destruída. A "Georgia Guidestones" posteriormente se tornou um Teste de Rorschach espiritual e político no qual qualquer número de ideias pode ser imposta. Alguns adeptos da Nova Era e neopagãos o reverenciam como elo de força das Linhas de Ley, enquanto alguns teóricos da conspiração estão convencidos de que estão gravados com os "Dez Mandamentos" anticristãos da Nova Ordem Mundial. Caso as Guidestones sobrevivam por séculos como seus criadores pretendem, muitos mais significados poderiam surgir, igualmente sem relação com a intenção original do construtor.
Os céticos argumentam que a demonização do esoterismo ocidental por teóricos da conspiração está enraizada na intolerância religiosa, mas também nos mesmos pânicos morais que alimentaram os julgamentos de bruxas da Idade Moderna e as alegações de abuso de ritual satânico nos Estados Unidos.

### Controle populacional
Os teóricos da conspiração acreditam que a Nova Ordem Mundial também será implementada através do uso do controle populacional, a fim de monitorar e controlar mais facilmente o movimento de indivíduos. Os meios variam de parar o crescimento das sociedades humanas através da saúde reprodutiva e  programas de planejamento familiar, que promovem a abstinência, a contracepção e o aborto, ou reduzir intencionalmente a maior parte da população mundial através de genocídios por fomentar guerras desnecessárias, através de pestes por engenharia de vírus emergentes e vacinas contaminadas, e através de desastres ambientais para controlar o tempo (HAARP, chemtrails) , etc. Os teóricos da conspiração afirmam que os globalistas que conspiram em nome de uma Nova Ordem Mundial são neomalthusianos que se envolvem em alarmismos de superpopulação e de mudanças climáticas, a fim de conseguir apoio público para o controle populacional coercitivo e, em última análise, governar o mundo.
Os céticos argumentam que os temores de controle populacional podem ser rastreados até o legado traumático da "guerra contra o fraco" movimento eugênico nos Estados Unidos durante as primeiras décadas do século XX, mas também ao Segundo Red Scare nos Estados Unidos durante a década de 1940 e 1950, e, em menor medida, na década de 1960, quando ativistas da extrema-direita na política norte-americana, habitualmente opostos programas de saúde pública - nomeadamente a fluoretação da água, a vacinação em massa e serviços de saúde mental - ao afirmar que eles eram todos parte de um plano de longo alcance para impor um regime socialista ou comunista. Seus pontos de vista são influenciados pela oposição a uma série de grandes mudanças sociais e políticas que vem acontecendo nos últimos anos: o crescimento do internacionalismo, em particular das Nações Unidas e os seus programas; a introdução de disposições de assistência social, em particular os vários programas estabelecidos pelo New Deal; e os esforços do governo para reduzir as desigualdades na estrutura social nos Estados Unidos.

### Controle mental
Críticos sociais acusam governos, empresas e mídia de massa de estarem envolvidos na fabricação de um consenso nacional e, paradoxalmente, uma cultura do medo, devido ao potencial para o aumento do controle social que uma população desconfiada e temerosa mutuamente pode oferecer para quem está no poder. O maior medo de alguns teóricos da conspiração, no entanto, é que a Nova Ordem Mundial será implementada através do uso do controle mental — uma ampla variedade de táticas capazes de subverter o controle de um indivíduo de seus próprios pensamentos, comportamentos, emoções ou decisões. Essas táticas são ditas incluir tudo, desde lavagem cerebral por agentes adormecidos ao estilo The Manchurian Candidate (Projeto MKULTRA, "Project Monarch") a engenharia de operações psicológicas (fluoretação da água, publicidade subliminar, "Silent Sound Spread Spectrum", MEDUSA) e operações parapsicológicas (Stargate Project) para influenciar as massas.  O conceito de usar um chapéu de papel alumínio para proteção contra tais ameaças tornou-se um estereótipo popular e termo de escárnio; a expressão serve como um sinônimo de paranoia e é associado com os teóricos da conspiração.
Os céticos argumentam que a paranoia por trás da obsessão de um teórico da conspiração com controle mental, controle populacional, ocultismo, abuso de vigilância, Big Business, Big Government e globalização surgem de uma combinação de dois fatores, quando ele ou ela: 1) mantêm fortes valores individualistas e 2) falta de poder. O primeiro atributo refere-se a pessoas que se importam profundamente com direito individual de fazer suas próprias escolhas e direcionar suas próprias vidas sem interferências ou obrigações de um sistema maior (como o governo), mas combinam isso com uma sensação de impotência em sua própria vida, e se obtém o que alguns psicólogos chamam de "agência de pânico", intensa ansiedade sobre uma aparente perda de autonomia para as forças ou reguladores externos. Quando individualistas fervorosos sentem que não podem exercer a sua independência, eles experimentam uma crise e assumem que forças maiores são as culpadas por usurpar essa liberdade.

## Supostos conspiradores
De acordo com Domhoff, muitas pessoas parecem acreditar que os Estados Unidos são governados por trás dos bastidores por uma elite de conspiradores com desejos secretos, ou seja, por um pequeno grupo secreto que quer mudar o sistema de governo ou colocar o país sob o controle de um governo mundial. No passado, os conspiradores foram normalmente dito serem cripto-comunistas que estavam decididos a conduzir os Estados Unidos sob um governo mundial comum com a União Soviética, mas a dissolução da URSS em 1991 enfraqueceu essa teoria. Domhoff observa que a maioria dos teóricos da conspiração mudaram seu foco para as Nações Unidas como uma provável força controladora em uma Nova Ordem Mundial, uma ideia que está enfraquecida pela impotência da Nações Unidas e a falta de vontade até mesmo dos moderados dentro do establishment americano a dar-lhe qualquer coisa, exceto um papel limitado.
Embora cético em relação à teoria de conspiração da Nova Ordem Mundial, o cientista político David Rothkopf argumenta, no livro  Superclass: The Global Power Elite and the World They Are Making de 2008, que a população mundial de 6 bilhões de pessoas é governada por uma elite de 6.000 indivíduos. Até o final do século XX, os governos das grandes potências forneceram a maioria da superclasse, acompanhado por alguns chefes de movimentos internacionais (isto é, o Papa da Igreja Católica) e empresários (Rothschilds, Rockefellers).
De acordo com Rothkopf, no início do século XXI, o domínio da influência econômica — impulsionada pela expansão explosiva do comércio internacional, viagens e comunicação; tem diminuído o poder do Estado-nação reduzindo os políticos a situação minoritária de power broker; líderes em negócios internacionais, finanças e indústria de defesa não apenas dominam a superclasse, como  se movem livremente em altas posições nos governos de suas nações e volta à vida privada em grande parte fora do conhecimento de legislaturas eleitas (incluindo o Congresso dos Estados Unidos), que permanecem abissalmente ignorantes de assuntos além de suas fronteiras. Ele afirma que a influência desproporcional da superclasse sobre a política nacional é implícita, mas sempre interesseira, e que em todo o mundo, poucos objetam a corrupção e governos opressores, desde que possam fazer negócios nesses países.
Visualizando a história do mundo como a história da guerra entre sociedades secretas, teóricos da conspiração vão mais longe do que Rothkopf, e outros estudiosos que estudaram a elite do poder global, alegando que as famílias de classe alta estabelecidas com "dinheiro velho" que fundaram e financiam o Grupo Bilderberg, Bohemian Club, Clube de Roma, Council on Foreign Relations, Rhodes Trust, Skull and Bones, Comissão Trilateral, e think tanks e clubes privados similares, são conspiradores “iluminados” conspirando para impor uma Nova Ordem Mundial totalitária—a implementação de um governo mundial autoritário controlado pelas Nações Unidas e um banco central global, que mantém o poder político através da financeirização da economia, regulação e restrição da expressão através da concentração da propriedade da mídia, da vigilância em massa, uso generalizado do terrorismo de Estado e uma propaganda abrangente que cria um culto de personalidade em torno de um líder mundial fantoche e ideologizam o governo mundial como a culminação do progresso da história.
Marxistas, que são céticos em relação às teorias da conspiração da direita populista, também acusam a elite de poder global de não ter os melhores interesses de todos em vista e muitas organizações intergovernamentais de sofrer de um déficit democrático, porém argumentam que a superclasse são apenas plutocratas interessados em impor uma Nova Ordem Mundial descaradamente neoliberal ou neoconservadora — a implementação do capitalismo global através da coerção econômica e militar para proteger os interesses das corporações transnacionais — o que prejudica sistematicamente a possibilidade de um governo mundial socialista. Argumentando que o mundo está no meio de uma transição do Império Americano para o domínio de uma classe dominante global que emergiu de dentro do Império Americano, eles apontam que teóricos da conspiração da direita populista, cegos pelo seu anticomunismo, não conseguem ver que o que eles demonizam como a "Nova Ordem Mundial" é, ironicamente, o mais elevado estágio do sistema econômico capitalista que tanto defendem.